# كارل فريدريش غورديلر
كارل فريدريش غورديلر (31 يوليو 1884-2 فبراير 1945) كان سياسيًا ألمانيًا محافظًا ملكيًا، وتنفيذيًا، واقتصاديًا، وموظفًا حكوميًا ومعارضًا للنظام النازي. عارض بعض السياسات المعادية لليهود أثناء توليه منصبه، بالإضافة إلى معارضته للهولوكوست.
كان غورديلر سيصبح مستشارًا للحكومة الجديدة لو نجحت مؤامرة 20 يوليو للإطاحة بديكتاتورية هتلر في عام 1944. قدم أسماء العديد من المتآمرين إلى الغيستابو (الشرطة السرية لألمانيا النازية) بعد إلقاء القبض عليه، مما تسبب في اعتقال وإعدام مئات أو حتى آلاف آخرين. أُعدِم غورديلر شنقًا في 2 فبراير عام 1945.

## دوره في الحكومة النازية

### عمدة في الرايخ الثالث
اعتبر غورديلر أدولف هتلر «ديكتاتورًا متنورًا» في أواخر عام 1935، وأنه سيكون قوة للخير بعد تقديم النصيحة المناسبة له. وصف غورديلر فيما بعد الفترة التي دعم فيها النازيين بأنها الفترة الوحيدة من حياته الذي وجدها محرجة. ظهر غورديلر في الزي عمدة لايبزيغ الرسمي في 1 أبريل 1933، يوم المقاطعة الوطنية المعلنة ضد جميع الأعمال التجارية اليهودية في الرايخ، ليأمر كتيبة العاصفة بعدم تطبيق المقاطعة، وأمر شرطة لايبزيغ بإطلاق سراح العديد من اليهود المحتجزين كرهائن من قبل الكتيبة. حاول مساعدة رجال الأعمال اليهود في لايبزيغ المهددين بالسياسات الاقتصادية «الآرية» للنظام النازي عدة مرات. وجد غورديلر نفسه بعد أيام قليلة من المقاطعة رئيسًا لبلدية (عمدة) لايبزيغ مطبقًا لقانون إعادة الخدمة المدنية المهنية، والذي لم يقدم له سببًا للشكوى على عكس قوانين نورمبرغ لعام 1935.
أرسل غورديلر مذكرات طويلة لهتلر تحتوي على نصائحه بشأن السياسة الاقتصادية، كجزء من جهوده للتأثير على النظام النازي، وكتب مشروع قانون جديد بشأن سلطات ومسؤوليات الحكومات البلدية في النصف الثاني من عام 1935. عمل غورديلر عضوًا في أكاديمية هانز فرانك للقانون الألماني. رفض دائمًا الانضمام إلى الحزب النازي (حزب العمال القومي الاشتراكي الألماني)؛ وذلك على الرغم من تعاطفه المبكر مع النظام والضغط الكبير من الاشتراكيين الوطنيين. شعر غورديلر بخيبة أمل متزايدة تجاه النازيين بحلول منتصف ثلاثينيات القرن الماضي، إذ أصبح من الواضح أكثر فأكثر أن هتلر لم يكن مهتمًا بقراءة أي من مذكرات غورديلر، ولكنه كان ينفذ سياسات اقتصادية ومالية اعتبرها غورديلر غير مسؤولة إلى حد كبير.
تسببت الزيادة الهائلة في الإنفاق من قبل إدارة بلدية لايبزيغ أيضًا في أن تصبح ديون المدينة مصدر قلق رئيسي لغورديلر. اشتبك مع هتلر حول سياسته الخارجية بحلول عام 1934، إذ وقعت ألمانيا معاهدة عدم اعتداء مع بولندا والتي عارضها غورديلر وطالب بضم الأراضي البولندية. كتب إلى هتلر أن استمرار حيازة بولندا للأراضي في غدانسك بوميرانيا وبولندا الكبرى كانت «شوكة في الهيكل الاقتصادي للبلاد وشرفها»، وأن «الشعب الألماني يجب أن يقاتل من أجل ضمان وجوده».
حظر قانون الرايخ الأطباء الذين كانوا أعضاء في الحزب الشيوعي الألماني، أو كانوا «غير آريين»، من المشاركة في التأمين الصحي العام في عام 1933، وأعفى فقط أولئك الذين كانوا من قدامى المحاربين في الحرب العالمية الأولى أو الأطفال أو أهالي المحاربين القدامى. صدر مرسوم ثان في عام 1934 بمنع جميع الأطباء من المشاركة في التأمين الصحي العام الذين لديهم واحد أو أكثر من الأجداد اليهود بغض النظر عن دينهم، أو إذا كانوا متزوجين من «غير آري أو آرية». لم تؤثر هذه القوانين على هؤلاء الأطباء الذين حصلوا على الموافقة بموجب جمهورية فايمار.
منع نائب رئيس بلدية لايبزيغ، الاشتراكي الوطني رودولف هاكي، في 9 أبريل عام 1935 في تحد للقوانين القائمة، بمنع جميع الأطباء اليهود من المشاركة في التأمين الصحي العام، ونصح جميع موظفي البلدية بعدم استشارة الأطباء اليهود. اشتكت الرابطة اليهودية المركزية في ألمانيا أي (الرابطة الإقليمية لألمانيا الوسطى للجمعية المركزية للمواطنين الألمان ممن لديهم إيمان ايهودي) ردًا على ذلك إلى غورديلر حول تصرفات رودولف هاكي، وطلبت منه تطبيق القوانين المعادية للسامية الحالية، والتي سمحت على الأقل لبعض الأطباء اليهود بممارسة مهنتهم.
أمر غورديلر بإنهاء مقاطعة هاكي في 11 أبريل 1935، وقدم قائمة بالأطباء «غير الآريين» المسموح لهم بالعمل بموجب القوانين الحالية وأولئك الذين استُبعِدوا. أكد منتقدو غورديلر، مثل عالم السياسة الأمريكي دانيال غولدهاغن، أن غورديلر كان معاديًا للسامية، وذلك نظرًا لنشره قائمة بالأطباء «غير الآريين» الذين سيواجهون الاستبعاد من العمل بموجب التأمين العام. جادل المدافعون عن غورديلر مثل المؤرخ الكندي بيتر هوفمان تمامًا بعكس ذلك، قائلًا إن إصرار غورديلر على تطبيق القوانين أدى إلى حماية الأطباء اليهود الذين يحق لهم ممارسة المهنة.

### الاستقالة
وصل نزاع غورديلر المستمر مع هاكي حول تمثال مندلسون إلى ذروته في خريف عام 1936. وافق غورديلر على نقل التمثال من موقعه أمام قاعة غيفاندهاوس للحفلات الموسيقية إلى موقع أقل بروزًا بعد الكثير من الجدل. غادر غورديلر في رحلة إلى فنلندا روجت لها غرفة التجارة الألمانية في خريف عام 1936. التقى غورديلر مع أدولف هتلر ووزير الدعاية يوزف غوبلز قبل مغادرته، وتلقى وعدًا بعدم حدوث شيء للتمثال خلال رحلته.
هُدِم التمثال بأمر من هاكي خلال رحلة غورديلر، وصرح هاكي عند عودته أن مسألة التمثال كانت «فقط المناسبة الخارجية للنزاع»، وأعلن أن «موقف الدكتور غورديلر في المسألة اليهودية قد كُشِف عنه بشكل واضح في مسألة تمثال مندلسون-بارتولدي». حاول غورديلر إعادة بناء التمثال، ورفض قبول إعادة انتخابه كرئيس لبلدية لايبزيغ بعد فشل ذلك، واستقال من منصبه في 31 مارس 1937.